# Howard Leventhal
Howard Leventhal (* 7. Dezember 1931 in Brooklyn) ist ein US-amerikanischer Psychologe. Er arbeitet in den Bereichen Klinische Psychologie und Gesundheitspsychologie.
Leventhal erhielt 1956 seinen PhD an der University of North Carolina at Chapel Hill. Von 1967 bis 1988 war der Professor an der University of Wisconsin–Madison, anschließend von 1988 bis 1993 Professor an der Rutgers University. 2005 erhielt er den APA Gold Medal Award für sein Lebenswerk in der psychologischen Forschung.
Er ist mit der Wissenschaftlerin Elaine A. Leventhal verheiratet – sie arbeiten auch publizistisch eng zusammen – und hat zwei Kinder. 

## Veröffentlichungen (Auswahl)
- Cameron, Linda Diane, und Howard Leventhal. The self-regulation of health and illness behaviour. Psychology Press, 2003.
- Leventhal, Howard, und Sherry L. Willis, Herausgeber. Effective Health Behavior in Older Adults. Springer Publishing Company, 2002.